# 向廷楷

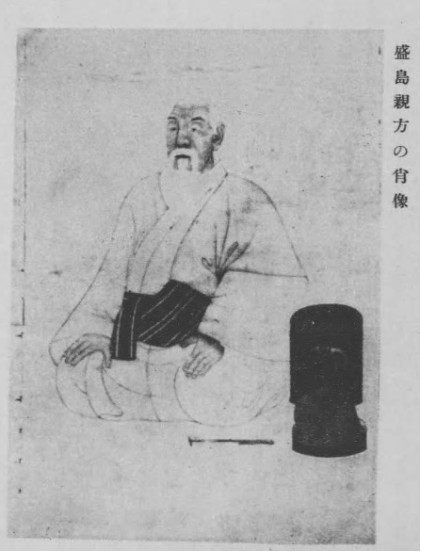
向廷楷

向廷楷（？—1835年8月6日），和名宜野灣親方朝昆，琉球國第二尚氏王朝政治家、三司官。向氏宜灣殿內第十一世。其和名原為盛島親方朝昆，被授予宜野灣間切總地頭後，改名宜野灣親方朝昆。
道光四年（1824年），向廷楷以耳目官的身份，與正議大夫梁光地等人一起前往清朝朝貢。道光九年己丑十月四日（1829年10月31日），就任三司官。道光十四年甲午十二月朔日（1834年12月30日），尚灝王賜給他紫地浮織冠。道光十五年乙未閏六月十二日（1835年8月6日）卒。
向廷楷娶歌人向詮（喜屋武按司朝教）之女思武大金為妻。第三子向有恒（宜灣親方朝保）後來也擔任過三司官。根據本部朝基的著作的描述，向廷楷精通唐手，是一位身高六尺三寸、體重二百三十多斤的大力士。